# 穆恩湖 (卡累利阿共和國)
62°14′8″N 33°49′42″E / 62.23556°N 33.82833°E
穆恩湖（俄语：Мунозеро），是俄羅斯的湖泊，位於該國西北部，由卡累利阿共和國負責管轄，長13.2公里、寬1.8公里，面積13.2平方公里，海拔高度74米，集水區面積65.8平方公里，湖岸線長度49.2公里，平均水深10米，最大水深33.3米。